# CD
 Ovo je glavno značenje pojma CD. Za registracijsku oznaku koju koristi Demokratska Republika Kongo pogledajte CD (registracijska oznaka).
Kompaktni disk, kompaktna ploča ili češće samo kraće CD (od engl. Compact disk) je optički zapis razvijen u kasnim 1970-tim godinama, prvotno korišten samo kao medij za glazbu. Kasnije se medij razvio za spremanje podataka na računalu, tako da je danas standardni dio računala. Pojavom DVD-a 1996. dobili smo novi standard koji na mediju iste veličine (120 mm) čuva sadržaj 6 ili više CD-a.

## Povijest
CD kao proizvod razvili su zajedno Philips i Sony. Philips je osmislio proizvodni proces (idejno baziran na Laserdisc-u, koji se nije proslavio s medijima promjera 18–30 cm), a Sony je usavršio korekciju grešaka pri čitanju CD medija, čime je proizvod bio spreman za tržište. Masovna proizvodnja je krenula 1982.
Philips i Sony 1979. udružili su snage svojih inženjera čija je misija bila da dizajniraju novi digitalni audio disk. Istaknuti članovi tima bili su Kees Immink i Toshitada Doi. Nakon godine dana pokusa i diskusije, izradili su tzv. “Crvenu knjigu” - audio standard kompaktnog diska. Philips je doprinio procesu proizvodnje i EFM (Eight – to – Fourteen Modulation). Taj način modulacije omogućio je dugo korištenje i otpornost na površinska oštećenja, Sonyjev doprinos bila je CIRC (Cross-Interleaved Reed-Solomon Coding)– metoda popravljanja greški. Više o povijesti CD-a može se vidjeti iz dokumentarca “The Compact Disc Story” čiju priču priča bivši pripadnik tima. Dokumentarac daje informacije o odlukama o mnogim tehničkim detaljima, kao što su: frekvencija uzimanja uzoraka, vrijeme sviranja, čak i promjer diska. Philipsa je dao izjavu da je CD “proizvod velike grupe ljudi koja je radila kao tim”. CD je u početku bio zamišljenm kao zamjena za gramafonsku ploču, a ne kao medij za spremanje podataka, što je postao tek kasnije, 1985. standardom “Žuta knjiga” kojeg su donijeli Sony i Philips. U lipnju 1985. predstavljen je CD-ROM (read-only memory) a 1990. CD-R (za snimanje), razvijen također od strane tvrtki Sony i Philips.

## Fizička svojstva
Zapisivanje podataka na CD-u počinje u sredini diska i nastavlja se prema rubu što omogućava prilagodbu za razne veličine. CD-ovi su dostupni u dvije standardne veličine: najrašireniji su promjera 120 mm, kapaciteta 74 minute i 650 MB podataka te 80 minutni za 700 MB podataka. Dostupni su i 80 mm (tzv. MiniCD-ovi) kapaciteta 21 minute i 184 MB (još zove i CD3 – medij je oko 3")
CD je napravljen iz 1,2 mm debela diska čiste polikarbonske plastike. Tanak sloj super čistog aluminija (ili rjeđe zlata – kod potrebe za dužim vijekom trajanja) je nanesen na površinu da bude reflektivna. Površina je zaštićena tankim slojem laka. Na lak se može i pisati. Podaci na mediju pohranjeni su kao niz mikro udubina - oko 100 nm duboke i 500 nm široke, a duge oko 850 nm do 3,5 μm. CD se čita uz pomoć 780 nm lasera fokusiranog kroz dno polikarbonskog sloja. Razlika između udubina i tzv. ”dolina” (ravni dio, eng. “land”) dovodi do promjene između faze svjetla reflektiranog u slučaju udubine i svjetla reflektiranog u slučaju “doline”. Podatke je moguće pročitati mjerenjem intenziteta reflektiranog svijetla fotodiodom. Same udubine i izbočine ne predstavljaju jedinice i nule, već se koristi niz kodiranja. Na najnižoj razini je NRZI: prijelaz iz udubine u “dolinu”, ili iz doline u “udubinu” simbolizira jedinicu, a ako nema prijelaza (odnosno nema promjene), to se čita kao nula. Takav zapis se dekodira načinom osam-na-četrnaest (engl. eight-to-fourteen, EFM), dakle iz svakih 14 pročitanih bita se dobiva 8 bita stvarnog sadržaja. Sam sadržaj je organiziran u blokove koji na kraju sadrže zaštitini kod (Cross-interleaved Reed-Solomon code, CIRC) čijom primjenom se dobiva mogućnost detekcije grešaka kod čitanja, te mogućnost korekcije određenog broja grešaka). Udubljenja su bliža reflektivnoj strani tako da izobličenja i prašina na čistoj strani mogu biti zanemarena, no disk zbog toga trpi više štete u slučaju oštećenja na reflektivnoj strani.

## Vrste medija
- CD-DA
- CD-ROM  (Compact Disk Read Only Memory) CD-ROM koristimo za čitanje podataka (podaci se snimaju u tvornici)
- CD-ROM/XA - CD-Rom s povećanom arhitekturom (Extra Architecture)
- CD-I - interaktivni kompaktni disk
- CD-R (Compact Disk Recordable, "Kompaktni disk za snimanje") koristimo za čitanje i pisanje podataka (svaki korisnik koji ima CD-R uređaj i odgovarajući medij može i zapisati podatke na njega - jednokratno). CD-R mediji s mogućnošću zapisa su CD-ovi izrađeni s “praznom” podatkovnom spiralom. Na medij se nanosi fotoosjetljiva boja. Laseru za zapisivanje mijenja boju na dijelovima sloja što omogućuje laseru za čitanje da “vidi” iste kao da su udubine. CD-R slijedi standard “Narančaste knjige”.
- CD-RW (Compact Disk ReWritable, "Ponovno ispisivi kompaktni disk") koristimo za čitanje i višekratno zapisivanje podataka. CD-RW je CD s mogućnošću ponovnog zapisa, koristi metalik sloj umjesto boje. Laser za zapisivanje je u ovom slučaju korišten da ga zagrije i promijeni kemijska svojstva i tako promijeni reflektivnost. CD-RW diskovi ipak nemaju toliko razliku između reflektivnosti dijelova koji predstavljaju udubine i “doline”, tako da ih mnogi CD audio svirači ne mogu svirati, iako većina DVD svirača može.

## Standardi
Organizacija koja proglašava i usuglašava standarde za optički zapis je Optical Storage Technology Association (OSTA).
Standardi zapisa
- ISO 9660
- HFS - Hierarchical File System
- Joliet (datotečni sustav)
- UDF - Universal Disk Format
- VCD - format Video CD
- CD+G - Compact Disc + Graphics
- format CD TEXT

## Pogledaj također
- Usporedba optičkih medija za pohranu podataka - Usporedba CDa, DVDa, HD-DVDa i Blu-ray Disca